# Liste der Kulturdenkmale in Nicollschwitz
In der Liste der Kulturdenkmale in Nicollschwitz sind die Kulturdenkmale des Leisniger Ortsteils Nicollschwitz verzeichnet, die bis Mai 2023 vom Landesamt für Denkmalpflege Sachsen erfasst wurden (ohne archäologische Kulturdenkmale). Die Anmerkungen sind zu beachten.
Diese Aufzählung ist eine Teilmenge der Liste der Kulturdenkmale in Leisnig.

## Nicollschwitz
| Bild                                    | Bezeichnung                                                    | Lage                    | Datierung                 | Beschreibung | ID       |
| --------------------------------------- | -------------------------------------------------------------- | ----------------------- | ------------------------- | --- | -------- |
| Direkt Bild zu diesem Denkmal hochladen | Wohnstallhaus und Seitengebäude eines ehemaligen Dreiseithofes | Nicollschwitz 1 (Karte) | 1. Hälfte 19. Jahrhundert | Bestandteil der alten Dorfstruktur, landschaftstypische Gebäude in gutem Originalzustand von bau- und sozialgeschichtlichem Wert. Weitgehend original erhaltene Wohn- und Wirtschaftsgebäude eines stattlichen, das Ortsbild maßgeblich prägenden Bauernhofes. - Wohnstallhaus: massiv, zweigeschossig, Wand-Öffnungsverhältnis weitestgehend intakt, zwei steinerne Portale, Krüppelwalmdach, traufseitig durch zweigeschossigen Anbau mit Fachwerk im Obergeschoss erweitert - Seitengebäude: Erdgeschoss massiv, Obergeschoss Fachwerk, Giebelseiten massiv, Satteldach Beide Gebäude erlangen baugeschichtliche Bedeutung auf Grund ihres authentischen Baubestandes aus dem 19. Jahrhundert sowie ortsbildprägende Bedeutung bedingt durch die dominante Lage im Ort. | 09208113 |

## Tabellenlegende
- Bild: Bild des Kulturdenkmals, ggf. zusätzlich mit einem Link zu weiteren Fotos des Kulturdenkmals im Medienarchiv Wikimedia Commons. Wenn man auf das Kamerasymbol klickt, können Fotos zu Kulturdenkmalen aus dieser Liste hochgeladen werden:
- Bezeichnung: Denkmalgeschützte Objekte und ggf. Bauwerksname des Kulturdenkmals
- Lage: Straßenname und Hausnummer oder Flurstücknummer des Kulturdenkmals. Die Grundsortierung der Liste erfolgt nach dieser Adresse. Der Link (Karte) führt zu verschiedenen Kartendiensten mit der Position des Kulturdenkmals. Fehlt dieser Link, wurden die Koordinaten noch nicht eingetragen. Sind diese bekannt, können sie über ein Tool mit einer Kartenansicht einfach nachgetragen werden. In dieser Kartenansicht sind Kulturdenkmale ohne Koordinaten mit einem roten bzw. orangen Marker dargestellt und können durch Verschieben auf die richtige Position in der Karte mit Koordinaten versehen werden. Kulturdenkmale ohne Bild sind an einem blauen bzw. roten Marker erkennbar.
- Datierung: Baubeginn, Fertigstellung, Datum der Erstnennung oder grobe zeitliche Einordnung entsprechend des Eintrags in der sächsischen Denkmaldatenbank
- Beschreibung: Kurzcharakteristik des Kulturdenkmals entsprechend des Eintrags in der sächsischen Denkmaldatenbank, ggf. ergänzt durch die dort nur selten veröffentlichten Erfassungstexte oder zusätzliche Informationen
- ID: Vom Landesamt für Denkmalpflege Sachsen vergebene, das Kulturdenkmal eindeutig identifizierende Objekt-Nummer. Der Link führt zum PDF-Denkmaldokument des Landesamtes für Denkmalpflege Sachsen. Bei ehemaligen Kulturdenkmalen können die Objektnummern unbekannt sein und deshalb fehlen bzw. die Links von aus der Datenbank entfernten Objektnummern ins Leere führen. Ein ggf. vorhandenes Icon  führt zu den Angaben des Kulturdenkmals bei Wikidata.